# Niedermeyer (Unternehmen)
Niedermeyer war ein österreichisches Elektronikhandelsunternehmen, das von 1957 bis  2013 bestand. 

## Geschichte

### Im Besitz von Helmut Niedermeyer
1957 wurde das Unternehmen Niedermeyer AG von Helmut Niedermeyer (1926–2014) als Röntgen-, Foto- und Filmartikel-Geschäft gegründet. Im Laufe der Zeit wuchs das Unternehmen mit immer mehr Filialen, bis im Jahr 1988 die Handelsketten Foto-Pionier, Foto Nettig und im Jahr 1992 Foto Herlango übernommen wurden und daraus der Niedermeyer-Konzern entstand, der sich unter anderem auf Telekom-, Computer- und Unterhaltungselektronik spezialisierte. Bekannt war das Unternehmen unter anderem für seinen Werbeslogan "Sag', wie macht das der Niedermeyer?". 1997 zog sich Helmut Niedermeyer aus dem Aufsichtsrat des Unternehmens zurück, sein Sohn Christian  verkaufte das Unternehmen schließlich kurzfristig an die Schweizer Interdiscount, ehe die Handelskette 1999 an den von T-Mobile geführten Telefonanbieter max.mobil ging.

### Im Besitz von max.mobil 1999–2004
Während der späteren Umstrukturierung des T-Mobile-Konzerns wurde die Überlegung laut, das Unternehmen Niedermeyer zu veräußern, da es nicht den erhofften Zuwachs innerhalb des Konzerns erwirtschaftete. Nach langen Verkaufsgesprächen wurde Niedermeyer 2004 schließlich an die Firma VMS Restrukturierungs- und Beteiligungs GmbH & Co KG verkauft. 

### Im Besitz von VMS 2004–2009
Im Besitz der VMS konnte Niedermeyer durch Einsparungsmaßnahmen und neu organisierte Logistik die Gewinnzone wieder erreichen. Für kurze Zeit wurde Niedermeyer zusammen mit der Cosmos Elektrohandels GmbH & Co KG, die 2006 durch VMS mit einem weiteren Partner von der BAWAG gekauft worden war, von einer gemeinsamen Zentrale aus gesteuert. Niedermeyer und Cosmos blieben eigenständig, hatten jedoch ein gemeinsames Zentrallager im 23. Wiener Gemeindebezirk. 2009 wurde Cosmos wegen immer größer werdender Verluste verkauft und ging 2010 in Konkurs. Die ebenfalls 2010 wiedergegründete Cosmos-Kette hat bis auf das Logo mit anderem Gelbton und Slogan nichts mit der früheren Cosmos Elektrohandels GmbH & Co KG gemein. Im August 2009 zug sich VMS aus dem Unternehmen Niedermeyer zurück.

### Besitzverhältnisse 2009–2013
Nach dem Besitzerwechsel im August 2009 wurde Niedermeyer von Grund auf umstrukturiert und strategisch neu positioniert. Die Gesellschafteranteile setzten sich aus 40 % Hypo Equity Beteiligungs AG, 30 % Sapientia retail GmbH und 30 % Sapientia Unternehmensberatung und Beteiligungs GmbH zusammen, die Geschäftsführung wurde von Werner Weber übernommen. Die Anzahl der Filialen wurde bis 2012 auf 97 erhöht.

### Insolvenz
Am 2. April 2013 gab Niedermeyer in einer Aussendung bekannt, dass ein Insolvenzantrag eingereicht wurde. Laut eigenen Angaben hatte das Unternehmen damals rund 580 Mitarbeiter in 98 Filialen in Österreich, dabei aber mit ca. 28,8 Millionen Euro Schulden zu kämpfen. Im Zuge des Sanierungsverfahren wurden 53 der 98 Filialen am 8. April 2013 geschlossen, wodurch 279 Mitarbeiter ihren Arbeitsplatz verloren und 45 Filialen mit ca. 300 Mitarbeitern übrig blieben.
Der Umsatz von Niedermeyer betrug 2009/2010 rund 125 Mio. Euro und hatte sich damit gegenüber den Umsätzen vor dem Jahr 2000 (mehr als 4 Mrd. Schilling= 290 Mio. €) mehr als halbiert. Am 29. Mai 2013 gab das Unternehmen an, dass auch die verbliebenen 45 Filialen geschlossen werden, da kein Investor gefunden wurde. Somit verloren auch die restlichen ca. 300 Mitarbeiter ihren Job.